# Domenico Piola
Domenico Piola (Génova, 1627-Génova, 8 de abril de 1703) fue un pintor italiano, uno de los principales exponentes del barroco genovés. Su familia era propietaria de un prolífico taller que colaboraba con frecuencia con otros artistas. Trabajó en los frescos del techo de muchas iglesias y palacios genoveses y en lienzos para coleccionistas privados.
Siguiendo la tradición humanista italiana, fue un artista versátil que se dedicó a la pintura, pero fue igualmente un notable dibujante, grabador y diseñador. Fue el artista más notable de la ciudad de Génova durante la segunda mitad del siglo XVII, de fama reconocida tanto por sus encargos públicos como particulares.
Su primer maestro fue su cuñado de 17 años, Stefano Camogli, y después fue enseñado por su hermano mayor Pellegro y luego estudió con el maestro de Pellegro, Giovanni Domenico Cappellino (1580–1651). Algunas copias tempranas de obras de Giovanni Benedetto Castiglione y una cada vez más estrecha relación profesional con Valerio Castello, entre finales de 1640 y principios de la siguiente década, le llevaron a un mayor desarrollo de un estilo progresivamente más barroco.
Desde 1650 en adelante, la familia Piola desempeñó un papel dominante en la decoración de los techos genoveses durante casi un siglo. Mientras Domenico fue la figura clave en el estudio familiar, conocido como Casa Piola, otros miembros fueron su hermano menor, su cuñado Stefano Camogli, sus tres hijos y los dos hijos de su consuegro. El estudio agilizó el diseño y la producción de techos decorados y también produjo diseños para escultores y artesanos en madera, cerámica y metalurgia.
En 1684-1685 visitó Milán, Piacenza, Bolonia y Asti. En Piacenza pintó decoraciones en la Casa Baldini. En Génova, en 1688, junto con Gregorio de Ferrari comenzaron a decorar habitaciones en el Palazzo Rosso sobre el tema de las cuatro estaciones, Piola ejecutando el Otoño y el Invierno y Ferrari la Primavera y Verano, más líricos. Los dibujos preparatorios para el invierno sobreviven (Génova, Palazzo Rosso; Londres, Museo Británico).

## Biografía

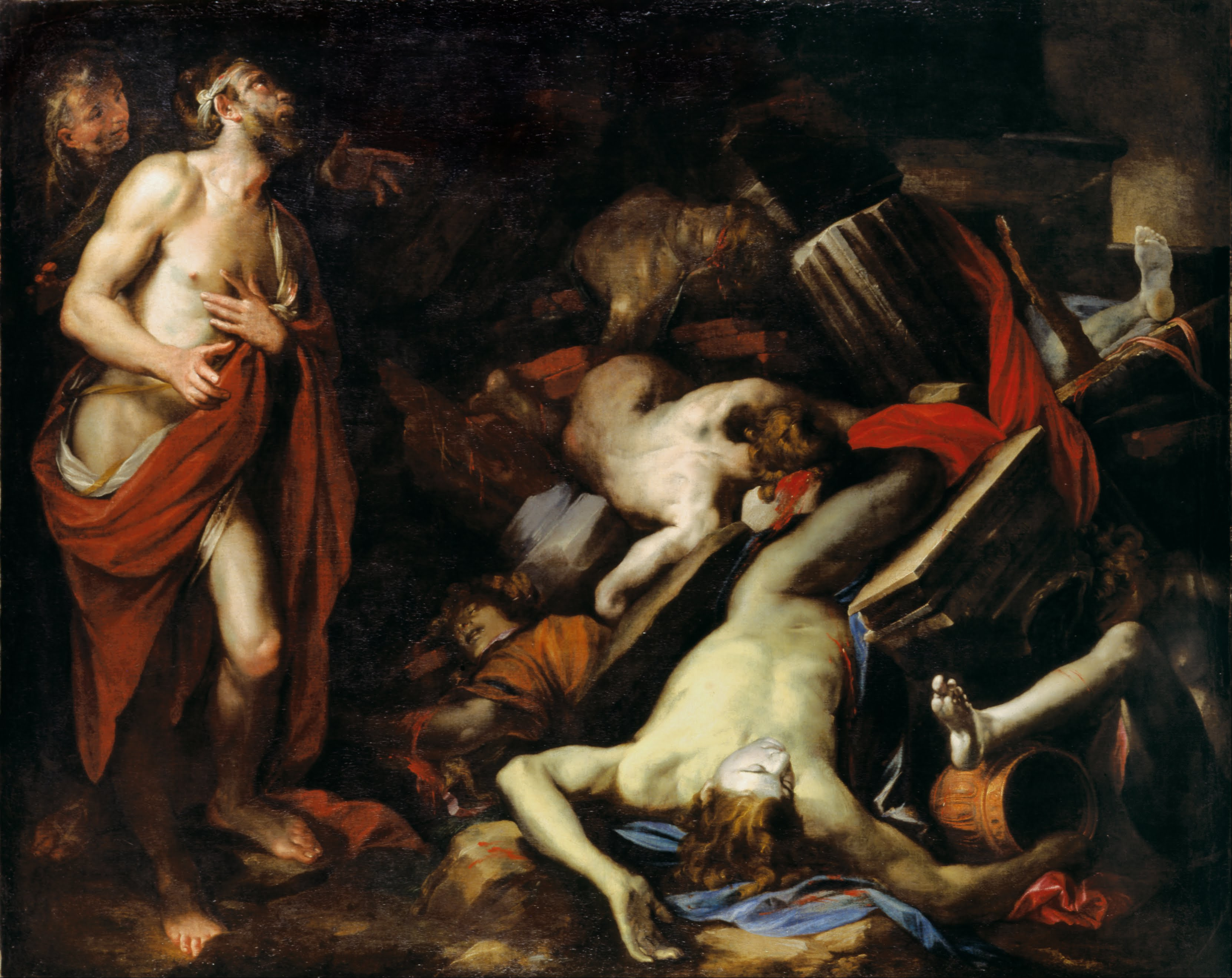
Job lamentando la muerte de sus hijos (ca. 1650), Museo de Bellas Artes de Bilbao.

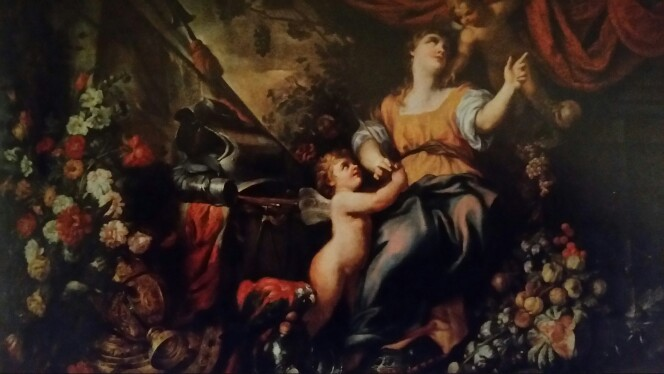
Allegory of peace and abundance, con Stefano Camogli

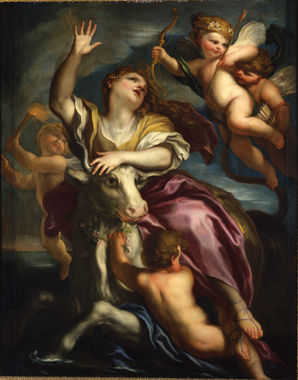
Il ratto di Europa

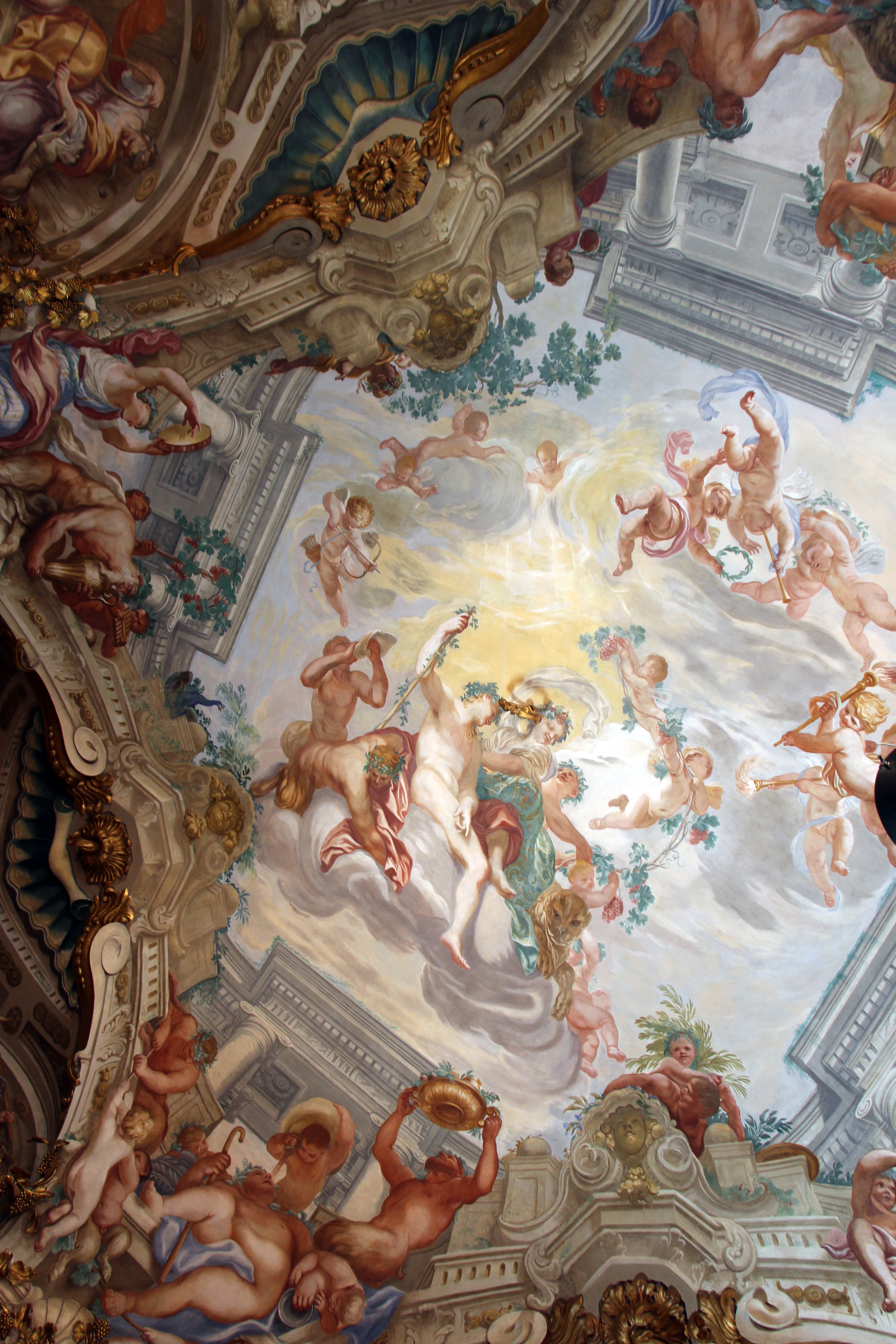
Bóveda de la Sala dell'Autunno (1688), Génova, palacio Rosso

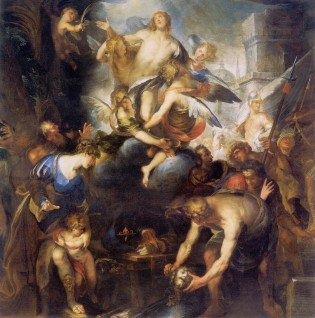
Ascension (1676)

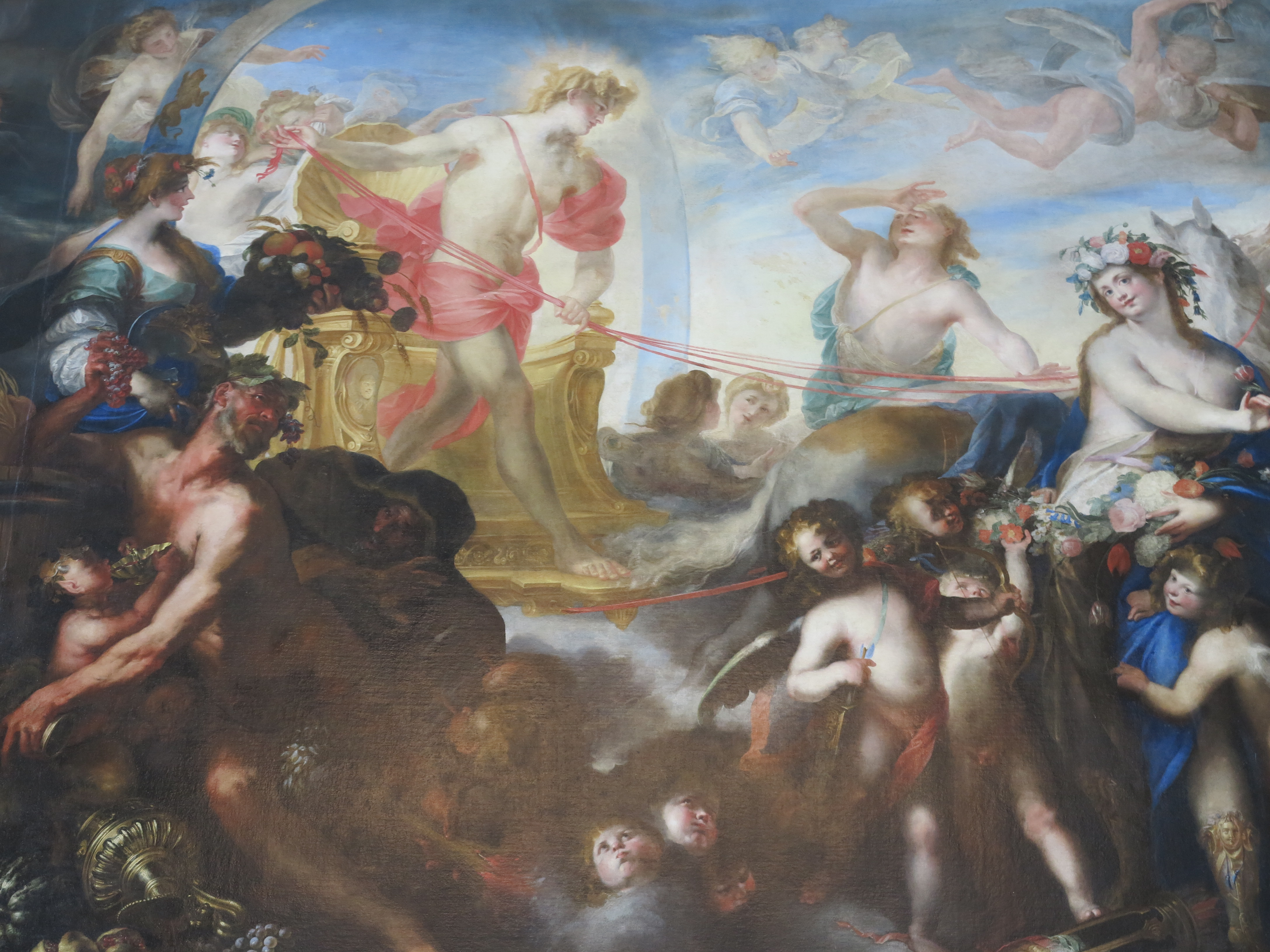
Carro del Sole, Palazzo Rosso, Génova

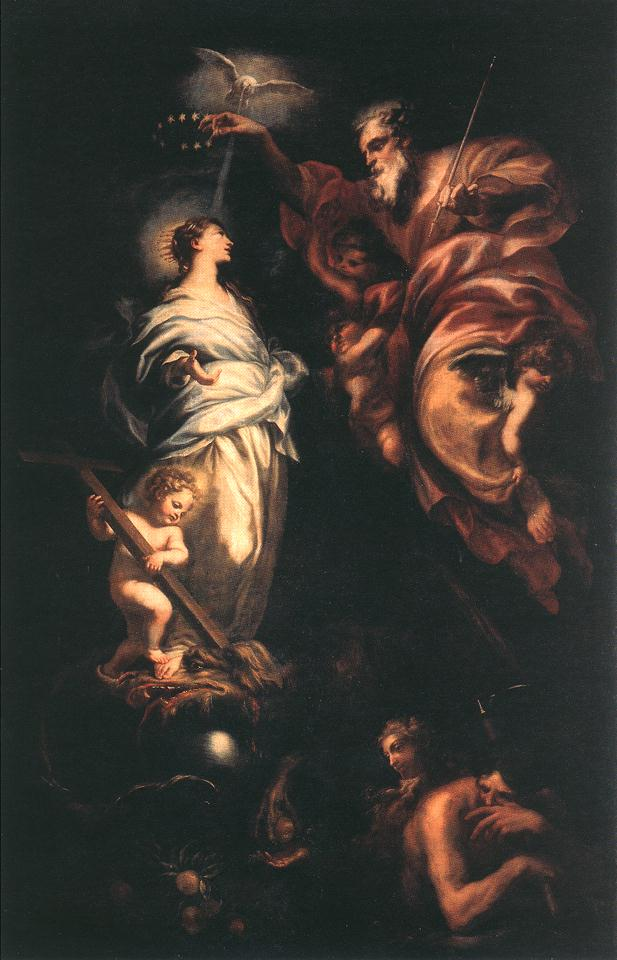
Immacolata Concezione (1683), basílica de la Santissima Annunziata del Vastato

Hijo de un comerciante textil, Paolo Battista, Domenico fue hermano de los pintores Pellegro (1617-1640) y Giovanni Andrea. Sus tíos paternos fueron Giovanni Gregorio y Pier Francesco, también pintores.
Inicialmente, fue aprendiz en el taller de su hermano Pellegro y, a la muerte de este último, se trasladó al taller de Giovanni Domenico Cappellino. En 1643 estuvo en Roma, probablemente para estudiar a los maestros del pasado. Entabló amistad con el mayor artista genovés de la época, Valerio Castello, de quien se convirtió en sucesor en el campo de las grandes campañas decorativas de Génova. Entre sus primeros encargos importantes estuvieron: en 1647 el Martirio e gloria di san Giacomo [Martirio y gloria de Santiago] para el oratorio de San Giacomo della Marina de Génova, la Ultima Cena (Albenga, Museo diocesano) y el célebre Carro del Sole (Génova, Musei di strada Nuova, Palazzo Rosso), donde es evidente la inspiración del emiliano Giulio Cesare Procaccini.
En la década de 1650 realizó la decoración de la capilla del Crucifijo en la iglesia de San Domenico, la Natività para la iglesia de San Francesco en Recco, la Madonna e san Simone Stock de la iglesia de Nostra Signora del Carmine en Génova pintada con motivo de la peste del año 1657. Como pintor de frescos, realizó en la bóveda de la iglesia de Santa Marta la Adorazione dei pastori [Adoración de los pastores] y en la villa de Giovanni Battista Balbi, en el Zerbino, los techos de cuatro habitaciones con un tema mitológico.
Casado con Maddalena Virzi, tuvo 8 hijos, Anton Maria, Paolo Gerolamo, Giovanni Battista, que siguieron los pasos de su padre, Andrea, que se convirtió en religioso, y otras tres hijas, de las cuales Margherita se casó con el pintor Gregorio de Ferrari, y otra se casó con el escultor Anton Domenico Parodi.
Comprometido con Valerio Castello en la vasta decoración de las salas del palazzo Balbi Senarega, tras la repentina muerte de este último (1659) heredó sus obras en marcha, convirtiéndose en el dueño del taller de pintura más exitosa de Génova y pasó a ser el principal intérprete de las grandes campañas decorativas genovesas de la segunda mitad del siglo XVII; los Doria, los Spinola, los Balbi y todas las familias importantes de la ciudad acudían a su taller para decorar sus palacios con historias de héroes clásicos, antiguos emperadores y alegorías místicas para celebrar las virtudes de los comitentes y para los principales encargos religiosos de las iglesias y conventos de la ciudad. En colaboración con Paolo Brozzi, un cuadraturista boloñés, un fresquista experto en la realización de arquitecturas falsas, con quien ya había colaborado en la Sala di Apollo para Francesco Maria Balbi, decoró la sala principal del Palazzo di Pantaleo Spinola con L'offerta a Giove delle chiavi del tempio di Giano, [La ofrenda a Júpiter del templo de Juno] y en 1666, comenzó la decoración de la Iglesia de los Santos Gerolamo y Francesco Saverio del colegio jesuita en Génova. Para el príncipe Giovanni Andrea Doria, realizó tres pinturas que representan la Allegoria per il matrimonio Doria-Pamphilj (Génova, palacio del Príncipe), para los mecenas del Banco di San Giorgio, el retablo con la Madonna Regina di Genova con Gesù Bambino e san Giorgio [Virgen Reina de Génova con Jesús Niño y San Jorge] para el mismo banco.
En 1672 bautizó al hijo del escultor Filippo Parodi, Domenico, con quien más tarde colaboró en numerosas obras escultóricas y pictóricas. Su taller, llamado Casa Piola, cuesta arriba San Leonardo, se convirtió en el taller artístico más importante de la ciudad.
Fueron numerosos los frontis de prestigiosas obras que diseñó para el grabado: el texto de Soprani, La vite de’ pittori, scoltori et architetti genovesi, la Historia dell’augusta città di Torino de Tesauro, la Vita mirabile o sia varietà de successi spirituali osservate nella vita della B. Caterina, etc.
Para Giovanni Francesco Brignole-Sale fue el autor de la decoración de las bóvedas de las salas del piso noble del Palazzo Rosso con Gregorio de Ferrari: fueron de su mano los salones del' 'Autunno y del Inverno. En el Palazzo di Gio Battista Centurione pintó el fresco con Bacco e Arianna. En 1690, fue el autor de la decoración al fresco que cubre completamente el interior de la Iglesia de San Luca, una parroquia noble de las familias Spinola y Grimaldi, en colaboración con el cuadriturista Anton Maria Haffner: la Incoronazione della Vergine (cúpola), la Storie di S.Luca (coro). Aquí también pintó la estatua de madera de Cristo Deposto de Filippo Parodi.
Según Ratti, Domenico Piola murió el 8 de abril de 1703, mientras trabajaba en el retablo que representa a San Luigi Gonzaga in adorazione dell’ostia para la iglesia de los santos Gerolamo y Francesco Saverio y fue enterrado en la tumba familiar de la iglesia de S. Andrea.
Colaboró con Piola el cuñado Stefano Camogli, los hijos Paolo Gerolamo y Anton Maria, el yerno Gregorio De Ferrari y los cuadratistas y estucadoress boloñeses Enrico y Antonio Haffner.

## Obras
Piola había asimilado el estilo de Castiglione, como puede observarse en piezas como La Comunión de Clara de Montefalco (British Museum, Londres) y sus pinturas para el oratorio de San Juan Bautista en Spotorno. Hacia 1670, su estilo ya había madurado completamente, siendo decisiva la influencia del estilo parmesano a raíz del regreso de Gregorio de Ferrari en una fecha cercana a 1672. El éxito del estilo de Correggio animó a Piola a desarrollar una predilección por el movimiento diagonal, colores vibrantes y figuras fuertemente escorzadas. En 1674, Ferrari se casó con Margherita, hija de Piola. Los encargos del taller familiar se vieron considerablemente aumentados, siendo así que entre 1670 y 1680 los artistas colaboraron frecuentemente en muchos frescos.
En 1684, comenzó la pintura al fresco del coro de San Leonardo y dos dependencias de la Villa Gropallo en Zerbino; lamentablemente las obras fueron interrumpidas ese mismo año después de un bombardeo francés que destruyó buena parte de la ciudad de Génova, incluyendo la casa y el estudio del pintor.
Piola también colaboró a menudo con su cuñado Stefano Camogli, un especialista en bodegones y pintor de animales. Ejemplos de composiciones en las que Camogli era responsable de los elementos de la naturaleza muerta y Piola de las figuras son la Alegoría del verano (Colección Torriglia Chiavari, Palazzo Rocca) y la Alegoría de la paz y la abundancia (colección privada).
Durante los dos años siguientes, Piola visitó Milán, Piacenza, Bolonia y Asti. En Piacenza realizó parte de la decoración de la Casa Baldini. De nuevo en Génova, en 1688 comenzó con la ayuda de Gregorio de Ferrari los trabajos de decoración del Palazzo Rosso, inspirándose en el tema clásico de las cuatro estaciones. Piola se encargó del Otoño y el Invierno, quedando las más líricas estaciones de la Primavera y el Verano a cargo del más joven Ferrari. Algunos de los dibujos preparatorios de esta obra se conservan en Génova, en el mismo Palazzo Rosso; otros se pueden admirar en el Museo Británico de Londres.

## Significación
La relación de Piola con la pintura se forjó en el mismo seno familiar. Entre otros, aprendió de su mismo hermano, Pellegro Piola, así como de Domenico Fiasella. Muchos otros miembros de la familia Piola fueron artistas, como su hermano Giovanni Andrea y sus tres hijos Paolo Gerolamo, Anton Maria y Giovanni Battista; sus dos yernos -Gregorio de Ferrari, que además fue su discípulo, y Domenico Parodi-, y su hermanastro Stefano Camogli. El gran estudio familiar -conocido como la "Casa Piola"- descollaba tanto por sus trabajos sobre fresco como por sus lienzos. Generaciones de artistas transmitieron su legado a través de los siglos, hasta Giovanni Maria de Simoni, que falleció en 1913 en la misma residencia familiar de Domenico Piola.

## Colecciones públicas
Hay obras de Piola en el Museo dell'Accademia Ligustica di Belle Arti, en el Palazzo Bianco y en la Palazzo Rosso Gallery, todas en Génova; y sus dibujos figuran en las colecciones de la Biblioteca Ambrosiana, de Milán; en la Royal Collection y el Courtauld Institute of Art, en Londres; en el Museo J. Paul Getty, de Los Ángeles, en el Museo Legion of Honor y en los Fine Arts Museums, de San Francisco, y en el Hermitage, de San Petersburgo, entre otros. Su única pintura en museos españoles parece ser el gran cuadro Job lamentando la muerte de sus hijos, en el Museo de Bellas Artes de Bilbao, aunque el Gabinete de Dibujos, Estampas y Fotografías del Museo del Prado conserva también cuatro dibujos de su mano.

### La Casa Piola través de los años
Otros miembros de la familia Piola que fueron artistas, fueron el hermano de Domenico, Giovanni Andrea y sus tres hijos, Paolo Gerolamo, Anton Maria y Giovanni Battista; sus dos yernos, Gregorio de Ferrari (su alumno más distinguido y casado con su hija Margherita Piola) y Domenico Parodi; y su cuñado Stefano Camogli. El gran estudio familiar, llamado Casa Piola, se destacó en la decoración tanto en los frescos en quadratura como en los lienzos. Generaciones de artistas, hasta el siglo XX, descendieron de la línea de Piola-De Ferrari, incluido Giovanni Maria De Simoni, quien murió en 1913 en la residencia original de la familia de Domenico.

## Obras
- Ultima cena, 1649, Pieve di Teco, Museo diocesano de Arte Sacra Valle Arroscia
- Giobbe dinanzi ai figli morti (ca. 1650), Museo de Bellas Artes de Bilbao
- Madonna e san Simone Stock, 1657, de la iglesia de Nostra Signora del Carmine
- San Tommaso d'Aquino adorante il Crocifisso, óleo sobre tela, 1660, Génova, basílica de la Santissima Annunziata del Vastato
- lunetta con il Riposo durante la fuga in Egitto, 1661, presbiterio de la chiesa del Gesù
- Madonna e santi in adorazione della Trinità para la iglesia de los Santi Pietro e Bernardo alla Foce
- Madonna con Gesù Bambino, san Domenico y santa Caterina da Siena, 1668, iglesia de S. Pietro di Novella presso Rapallo
- Madonna con Gesù Bambino e santa Rosa da Lima, cappella Viviani nella iglesia genovese di Santa Maria di Castello
- Madonna con Gesù Bambino, sant’Antonio da Padova e san Francesco y Adorazione dei pastori, Spotorno, Oratorio della SS. Annunziata
- tre dipinti raffiguranti l’Allegoria per il matrimonio Doria-Pamphilj ,1671, Génova, palacio del Principe
- Maddalena nel deserto, 1674, óleo sobre tela, 300 x 198 cm, Laigueglia, Oratorio de Santa Maria Maddalena
- Gesù Cristo portacroce appare a san Giovanni della Croce, Savona, Pinacoteca civica
- Gesù Cristo appare alla beata Caterina da Genova, 1675, de la iglesia de los Ss. Nicolò ed Erasmo a Génova Voltri
- Assunzione della Vergine, 1676, óleo sobre tela, 294 x 194 cm, Chiavari, iglesia de San Giovanni Battista
- Annunciazione, 1679, óleo sobre tela, 345 x 200 cm, Génova, basílica de la Santissima Annunziata del Vastato
- Madonna con Gesù Bambino e i santi Domenico e Francesco d’Assisi, iglesia de S. Giovanni Battista, Bastia
- Immacolata Concezione, 1683, óleo sobre tela, 345 x 221 cm, Génova, basílica de la Santissima Annunziata del Vastato
- Bacco ed Arianna, óleo sobre tela, Colleción Zerbone, Génova
- San Diego risana gli infermi, Predica di San Diego, La salma di san Diego risana il figlio di Filippo II, óleo sobre tela, 1696, capilla Assereto, Génova, basílica de la Santissima Annunziata del Vastato
- Gloria dello Spirito Santo, affresco, Génova, basílica de la Santissima Annunziata del Vastato
- Dio Padre, Spirito Santo e il Cristo di Pietà con la Vergine e le Anime del Purgatorio, óleo sobre tela, iglesia de los Santi Nicolò ed Erasmo deVoltri
- S. Antonio Abate contempla la morte di S. Paolo eremita óleo sobre tela, Basilica S. Nicolò di Bari Pietra Ligure (SV)
- Estasi di Santa Caterina Fieschi e Immacolata Concezione, Génova, Complejo de San Francesco alla Chiappetta
- Autunno e Inverno, frescos de las bóveda de unas salas, 1688, Génova, Palazzo Rosso
- Vanità, óleo sobre tela, 156 x 64 cm, Génova, Colección privada
- Dedalo e Icaro, óleo sobre tela,136 x 111 cm, Génova, Colección privada
- Putti con aquila Doria e simboli della poesia e della pittura, óleo sobre tela, 130 x 103 cm, Putti con aquila Doria e simboli della musica, óleo sobre tela, 130 x 103 cm, Putti con aquila Doria ed armi, óleo sobre tela, 114 x 110 cm, Génova, Palazzo Doria del Principe
- Agar ed Ismaele nel deserto, disegno a penna e inchiostro bruno acquerellato con quadrettatura a carboncino, 26,35 x 17,46 cm, Minneapolis, Institute of Arts
- San Giorgio sconfigge il drago, óleo sobre tela, Génova, Chiesa San Giorgio di Bavari
- S. Vergine con S. Francesco di Sales e S. Biagio, óleo sobre tela, Celle Ligure, Chiesa di San Michele Arcangelo
- Il rifiuto del donativo di Giuseppe al tempio, Montoggio, Chiesa di San Giovanni Decollato
- L'Ateneo delle Belle Arti, 1690, Génova, Palazzo Bianco
- Santa Maria Maddalena, Génova, Palazzo Bianco
- Miracolo del beato Salvatore da Horta, Génova, Palazzo Bianco
- Clemenza di Alessandro, Génova, Palazzo Bianco
- San Pietro guarisce lo storpio, 1696, basilica di Carignano
- L'incoronazione della Vergine, bozzetto per la cupola della chiesa di San Luca, Génova, Palazzo Bianco
- Annunciazione, Presentazione al Tempio, Natività, Voltri, Chiesa dei Santi Nicolò ed Erasmo
- Gesù in croce, Basilica di Santo Stefano (Lavagna)
- San Nicolò di Bari, Basilica di Santo Stefano (Lavagna)

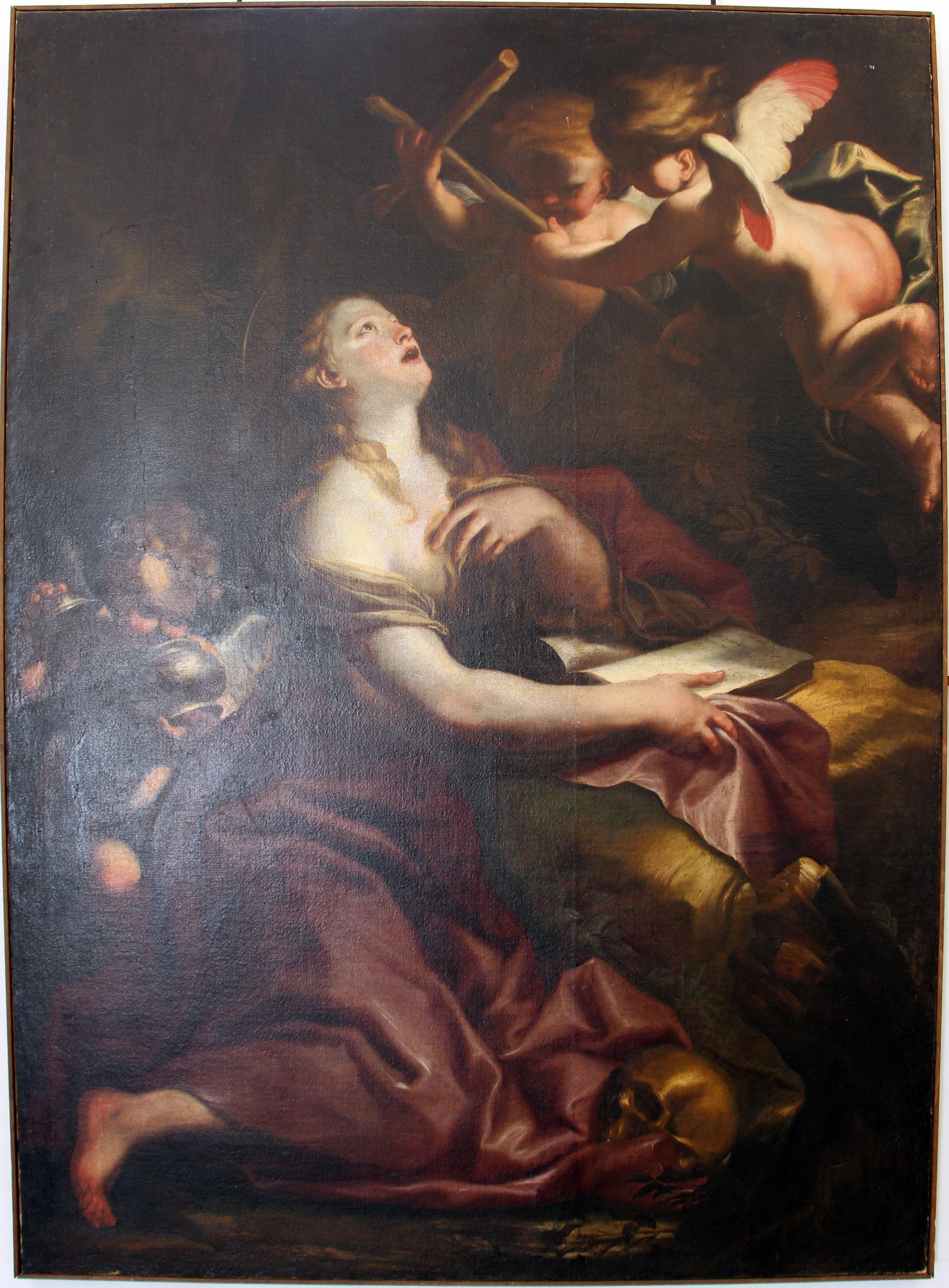
Santa Maria Maddalena, Galería del Palacio Bianco (Génova)
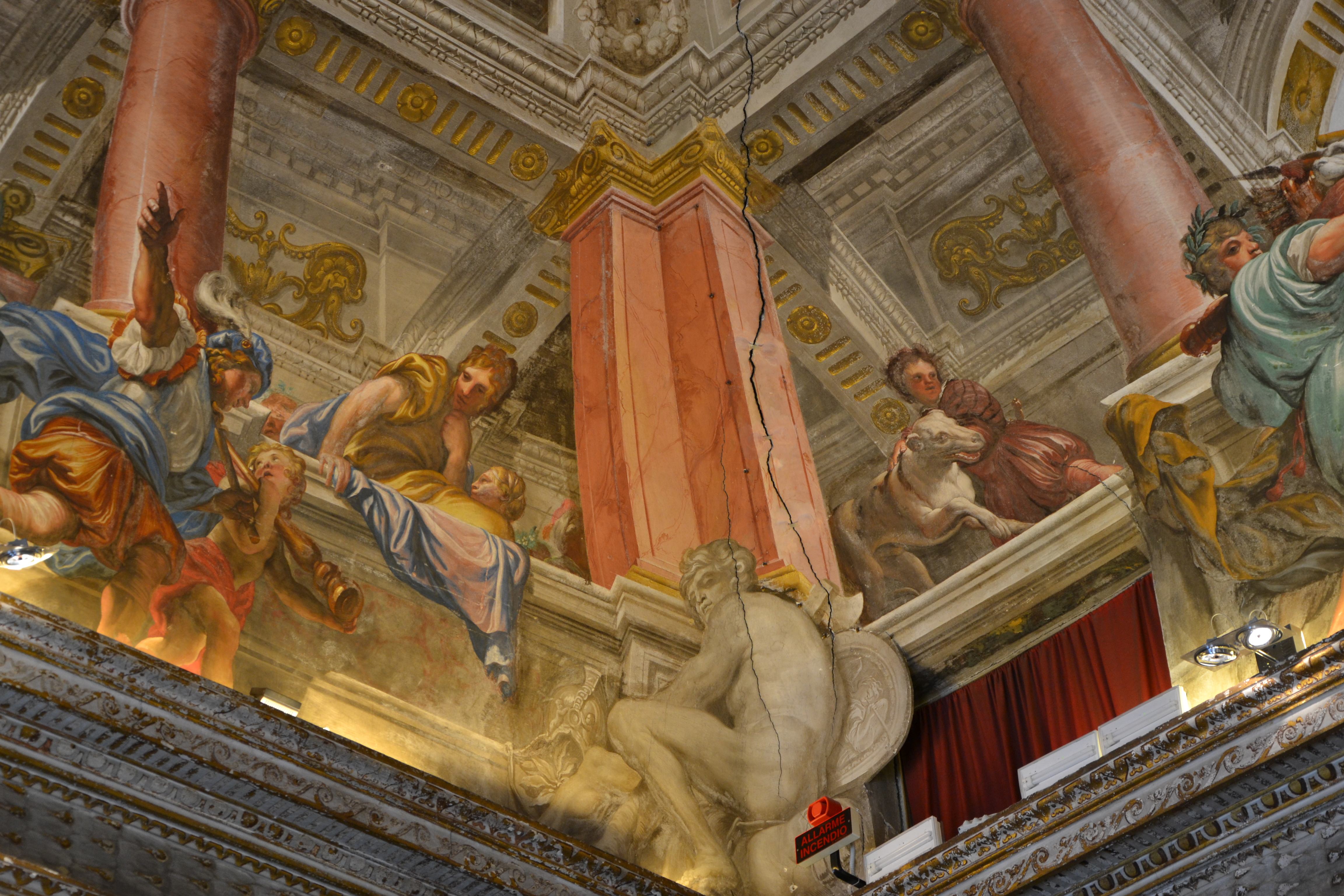
Palacio Pantaleo Spinola (Génova), volta affrescata
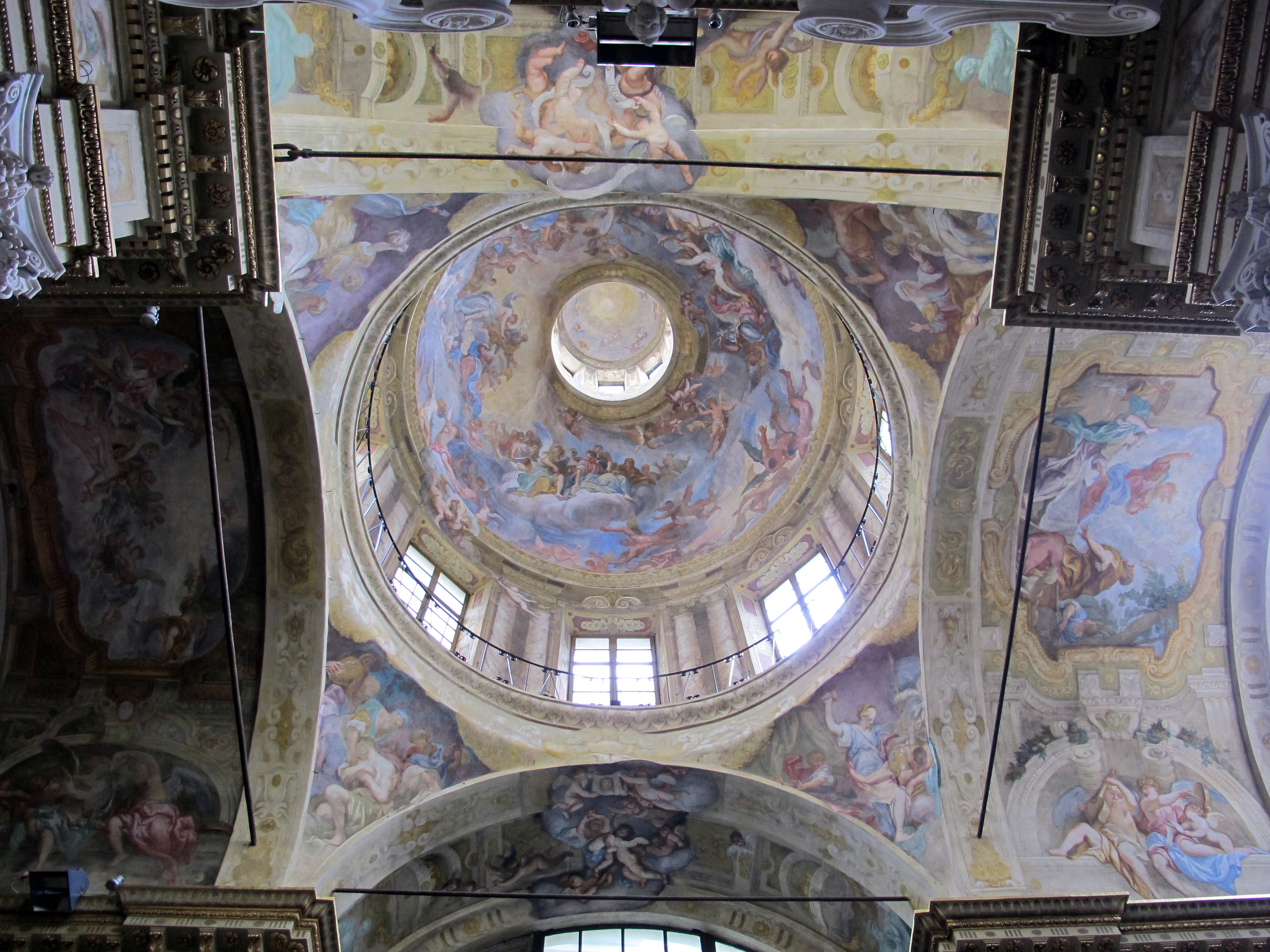
Bóveda de la iglesia de San Luca (Génova)
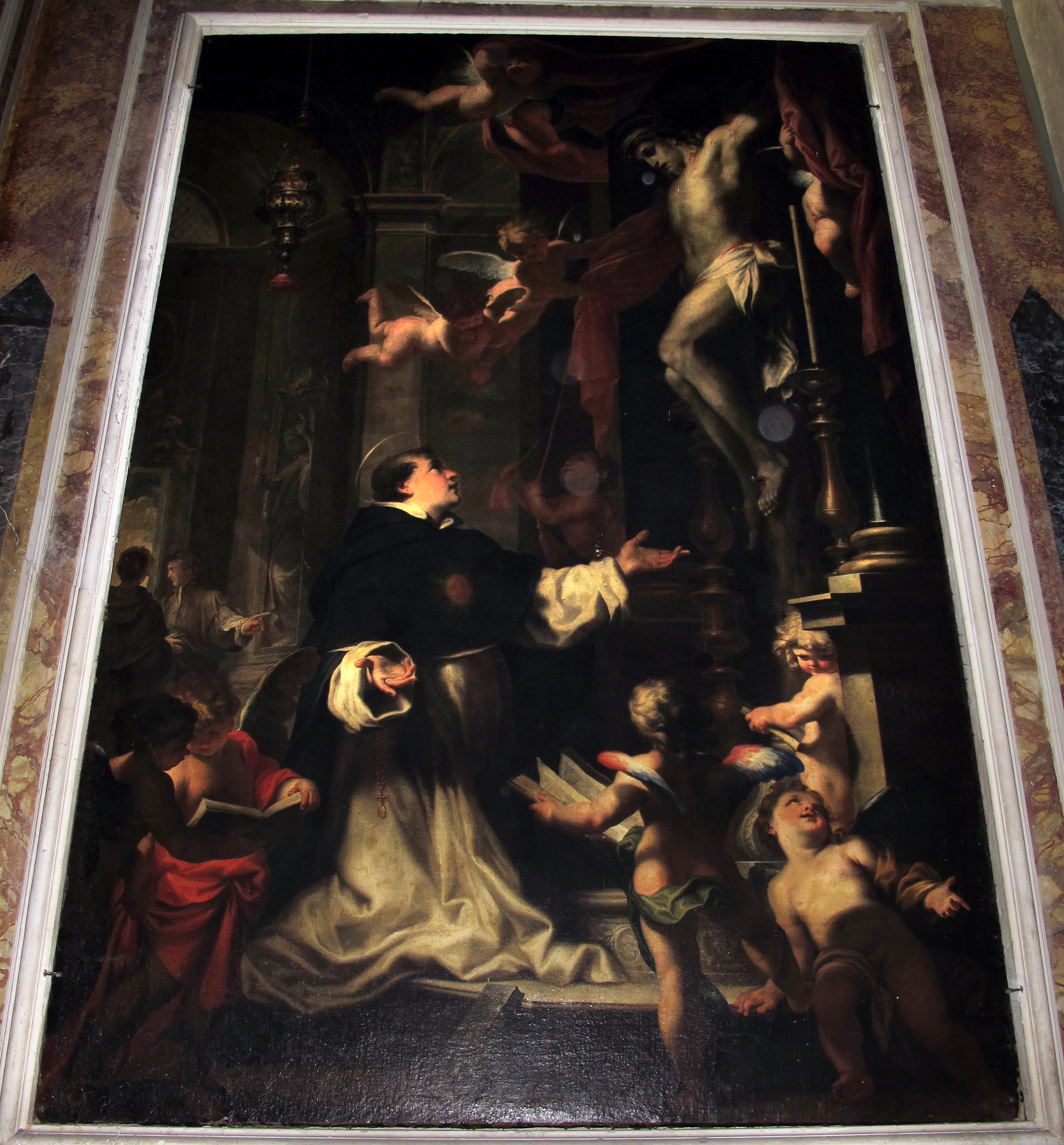
San domenico in venerazione del crocifisso, [basílica de la Santissima Annunziata del Vastato]] (Génova)
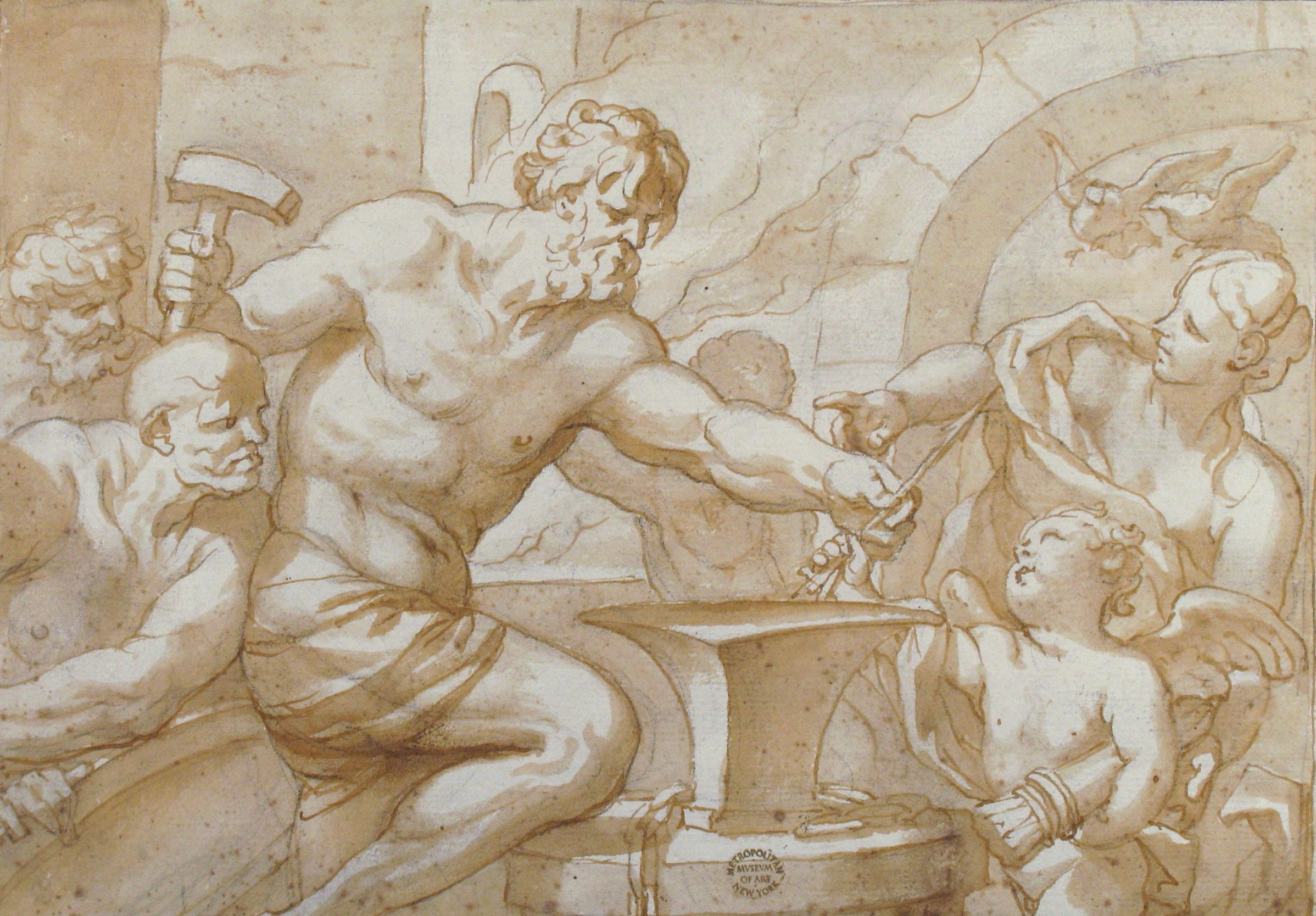
Venere e Cupido nella fucina di Vulcano, New York, Metropolitan Museum of Art